# Aleksander Czernin
Aleksander Czernin, ros. Александр Михаилович Чернин (ur. 6 marca 1960 w Charkowie) – węgierski szachista i trener szachowy (FIDE Senior Trainer od 2004) pochodzenia ukraińskiego, arcymistrz od 1985 roku.

## Kariera szachowa
Pierwszym międzynarodowym sukcesem Czernina było zajęcie II miejsca (za Yasserem Seirawanem) w mistrzostwach świata juniorów do lat 18 w Skien w roku 1979. W styczniu 1980 roku zdobył mistrzostwo Europy juniorów (przed Zurabem Azmaiparaszwilim) w Groningen, a następnie zwyciężył w turnieju mistrzów w Amsterdamie (z wynikiem 10½ pkt z 11 partii). Za te wyniki otrzymał w tym samym roku tytuł mistrza międzynarodowego. W roku 1983 zwyciężył w Irkucku, a w 1984 – w Kopenhadze i Starym Smokovcu.
W ciągu zaledwie jednego roku – 1985 – awansował do czołówki światowej (był to jednocześnie zdecydowanie najlepszy rok w jego karierze). Najpierw podzielił I miejsce (wraz z Michaiłem Gurewiczem oraz Wiktorem Gawrikowem) w mistrzostwach Związku Radzieckiego rozegranych w Rydze i zdobył awans do turnieju międzystrefowego w Tunisie. W turnieju tym podzielił III miejsce (wraz z Wiktorem Gawrikowem), a następnie pokonał go w meczu barażowym i awansował do turnieju pretendentów (jednocześnie zdobywając tytuł arcymistrza) w Montpellier, w którym zajął IX miejsce. Również w roku 1985 został dwukrotnym złotym medalistą drużynowych mistrzostw świata, rozegranych w Lucernie (wraz z drużyną oraz za najlepszy wynik indywidualny na VII szachownicy).
W późniejszych latach odniósł wiele turniejowych sukcesów, z których wymienić można: III-IV miejsce w I mistrzostwach świata w szachach błyskawicznych w Saint John (w półfinale uległ Michaiłowi Talowi, wcześniej eliminując m.in. Anatolija Karpowa) w roku 1988, zwycięstwa w turniejach w Kopenhadze (1986, m.in. wraz z Wasilijem Smysłowem), Polanicy-Zdroju (1988, Memoriał Akiby Rubinsteina, wraz z Aleksandrem Goldinem), Pradze (1989, międzynarodowe mistrzostwa Czechosłowacji), Dortmundzie (w roku 1990 przed Borisem Gelfandem, jak również w roku 1991), Altensteigu (1990 i 1991), Buenos Aires (1992) oraz w Göteborgu (1996). W latach 1997 i 2000 dwukrotnie wystąpił w mistrzostwach świata systemem pucharowym, za pierwszym razem odpadając w I rundzie, natomiast za drugim – w rundzie II (po porażce z Borisem Gulko).
Od roku 1992 reprezentuje barwy Węgier i w roku tym zdobył jedyny medal (srebrny) w mistrzostwach kraju. W barwach Węgier dwukrotnie zagrał (w latach 1994 i 1996) na szachowych olimpiadach. Trzykrotnie (w latach 1992, 1997, 1999) wystąpił również na drużynowych mistrzostwach Europy, w roku 1999 zdobywając wraz z drużyną srebrny medal.
Najwyższy ranking w karierze osiągnął 1 stycznia 1998 r., z wynikiem 2645 punktów dzielił wówczas 27-30. miejsce na światowej liście FIDE, jednocześnie zajmując 3. miejsce (za Judit Polgar i Peterem Leko) wśród węgierskich szachistów.

## Osiągnięcia trenerskie
W 2004 r. był trenerem kobiecej reprezentacji Stanów Zjednoczonych, która zdobyła srebrny medal podczas olimpiady w Calvii. Od 2007 r. przez kilka lat był trenerem czołowego obecnie szachisty świata, Fabiano Caruany. Do grona jego uczniów należeli również amerykańscy szachiści Kayden Troff (który zdobył tytuł arcymistrza w wieku 16 lat) oraz Samuel Sevian (arcymistrz w wieku niespełna 14 lat).